# شروزبری (میزوری)
شروزبری (به انگلیسی: Shrewsbury) یک شهر در ایالات متحده آمریکا است که در شهرستان سنت لوئیس، میزوری واقع شده‌است. شروزبری ۳٫۷۰ کیلومتر مربع مساحت و ۶٬۲۵۴ نفر جمعیت دارد و ۱۶۷ متر بالاتر از سطح دریا واقع شده‌است.